# ضدنا
ضدنا، هي قرية في الفجيرة، الإمارات العربية المتحدة، تقع على بعد 45 كيلومترا (28 ميلا) شمال مركز مدينة الفجيرة. اعتمد اقتصاد المنطقة منذ القدم على الزراعة وصيد الأسماك، حيث يعمل اليوم الكثير من السكان. تشتهر القرية بإمداداتها الكبيرة من المياه.
يسكن في منطقة ضدنا عدة قبائل من القبائل الأصيلة مثل الحمودي والزيودي والحساسنة والصريدات والزحوم والشتيرات والحنطوبي والمرشدي والقوايد.
يتبع هذه المنطقة مساحات شاسعة من التربة الخصبة وما يحيطها من مناطق مثل زكت التي تحتوي على سد وادي زكت ومنطقة العقة التي تحتوي على مختلف الفنادق الحديثة والفخمة مثل فندق لي مريديان وروتانا وجال وماريمار وساندي بيتش هوتيل فهي منطقة سياحية بشواطئها الذهبية وموانئ الصيد الحديثة ومشروع الدانة الحديث الذي هو بناء جزيرة على شكل الموز وقد تم بناؤه بالقرب من منطقة ضدنا. كما تحتوي على منطقة الفقيت والشاليهات أيضا من الناحية الأخرى التي تتواجد فيها العوائل والسياح من مختلف البلدان في أيام العطلات لقضاء إجازاتهم. وقد شهدت المنطقة عدة زيارات من مختلف حكام الدولة.

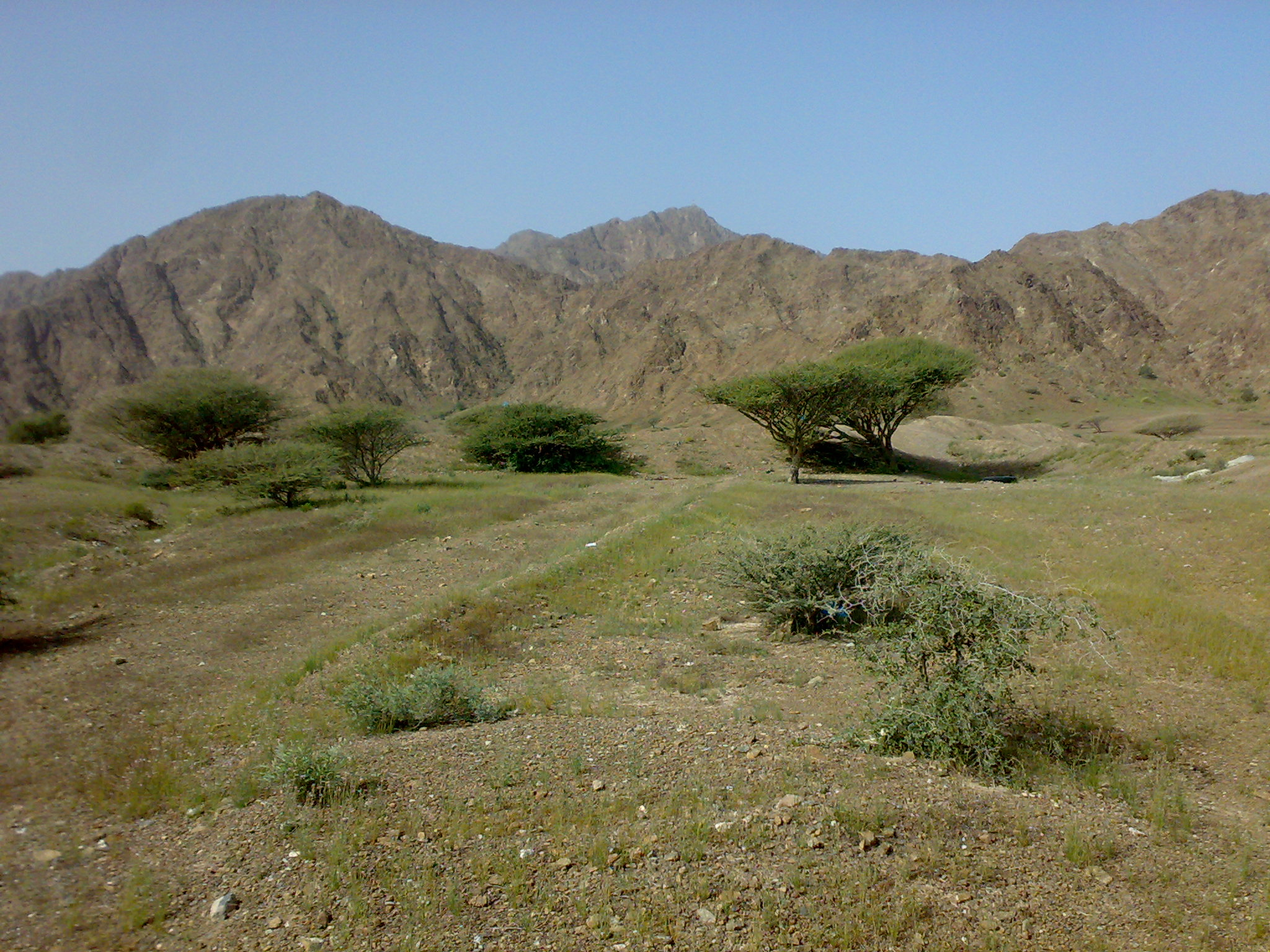

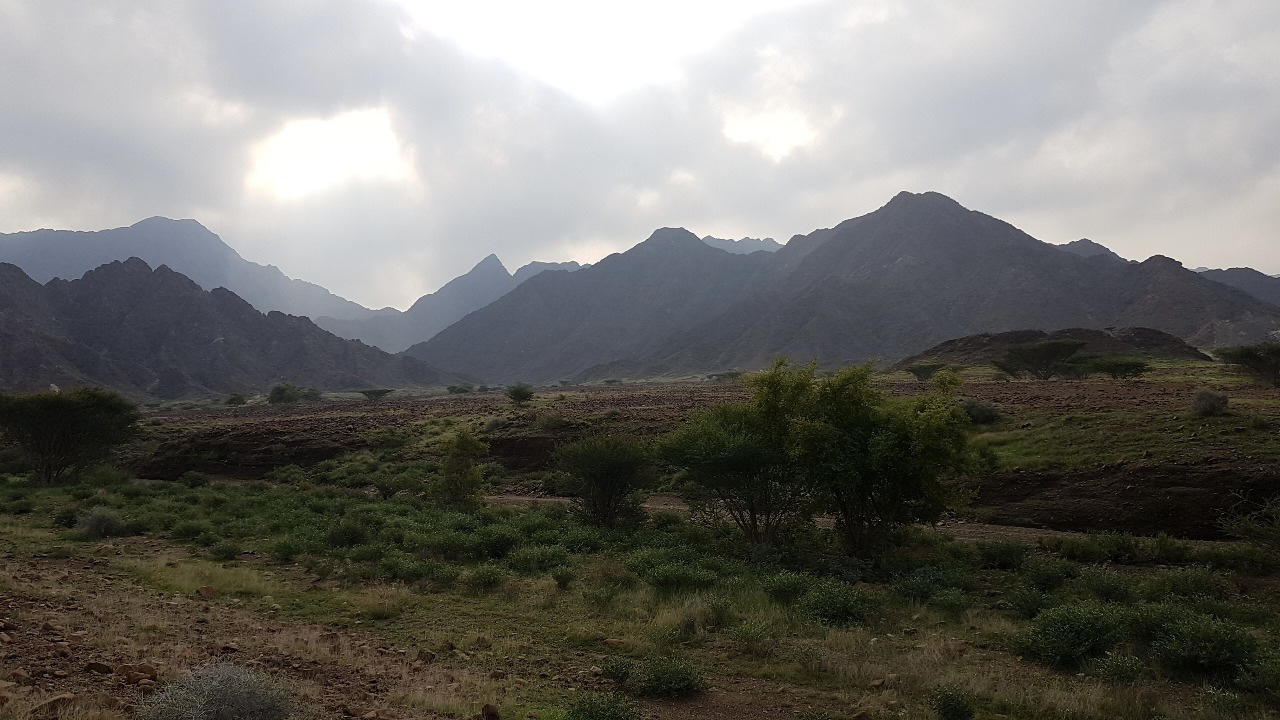
لربيع في زقت - ضدنا

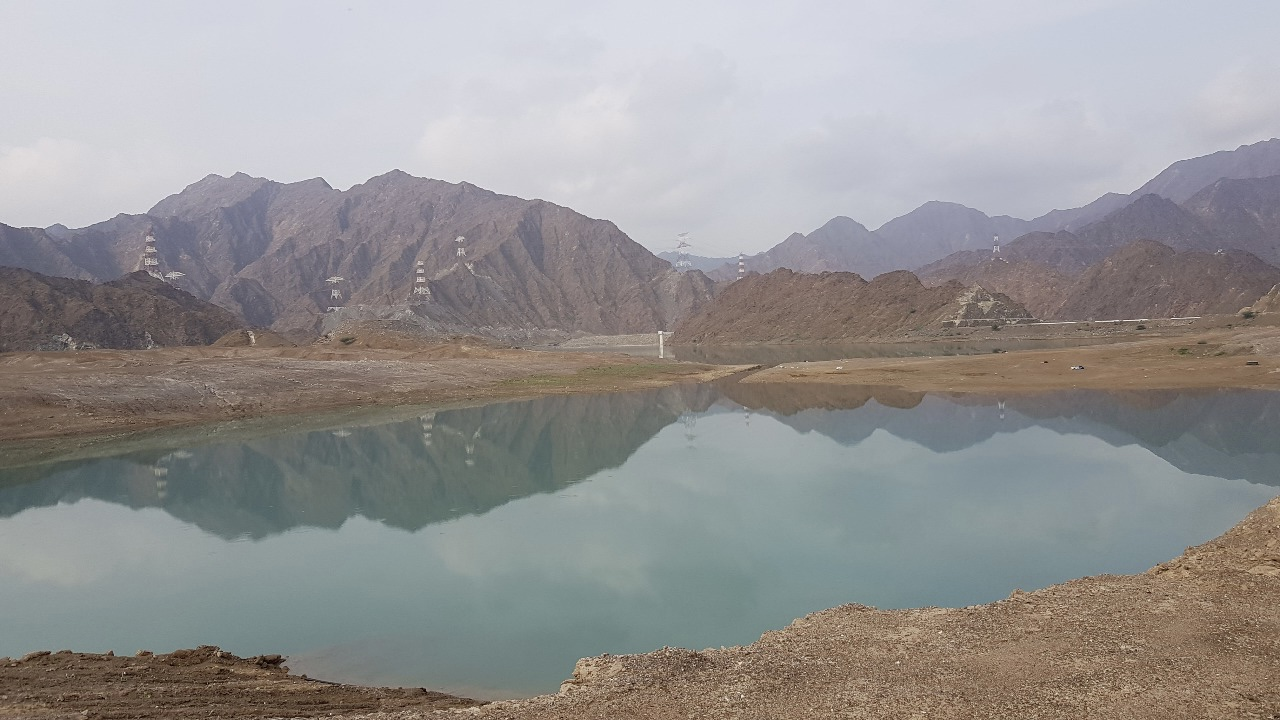
سد زقت